# Aristòmenes (actor)
Aristòmenes, en llatí Aristomenes, en grec antic Άριστομένης, fou un actor d'Atenes que representava obres de l'antiga comèdia àtica. Era llibert de l'emperador Hadrià, que l'anomenava Ἀττικοπέρδιξ (perdiu àtica). Va escriure una obra, el tercer volum de la qual és esmentat per Ateneu. És potser el mateix que es menciona en un escoli d'Apol·loni Rodi.